# Großsteingrab Munkhøigård
Das Großsteingrab Munkhøigård war eine megalithische Grabanlage der jungsteinzeitlichen Nordgruppe der Trichterbecherkultur im Kirchspiel Vejby in der dänischen Kommune Gribskov. Es wurde im 19. Jahrhundert zerstört.

## Lage
Das Grab lag südlich von Munkehøjgård auf einem Feld. In der näheren Umgebung gibt bzw. gab es mehrere weitere megalithische Grabanlagen. Erhalten ist der etwa 600 m südwestlich gelegene Runddysse von Tågerup Mølle.

## Forschungsgeschichte
1861 wurden Funde aus dem Grab geborgen und dem Dänischen Nationalmuseum übergeben. In den Jahren 1886 und 1937 führten Mitarbeiter des Museums Dokumentationen der Fundstelle durch. Dabei konnten keine baulichen Überreste mehr festgestellt werden.

## Beschreibung

### Architektur
Die Anlage besaß eine Hügelschüttung, die eine Grabkammer umgab. Zur Orientierung, den Maßen und dem genauen Typ der Anlage liegen keine Angaben vor.

### Funde
Aus dem Grab wurden zahlreiche Beigaben geborgen. Erhalten sind ein dicknackiges Feuerstein-Beil, sieben dünnblattige, dicknackige Feuerstein-Beile, zwei Bernstein-Perlen und ein Keramikgefäß. Verschollen sind fünf Feuerstein-Dolche, zwei Feuerstein-Beile und ein Feuerstein-Meißel.